# Schwawe

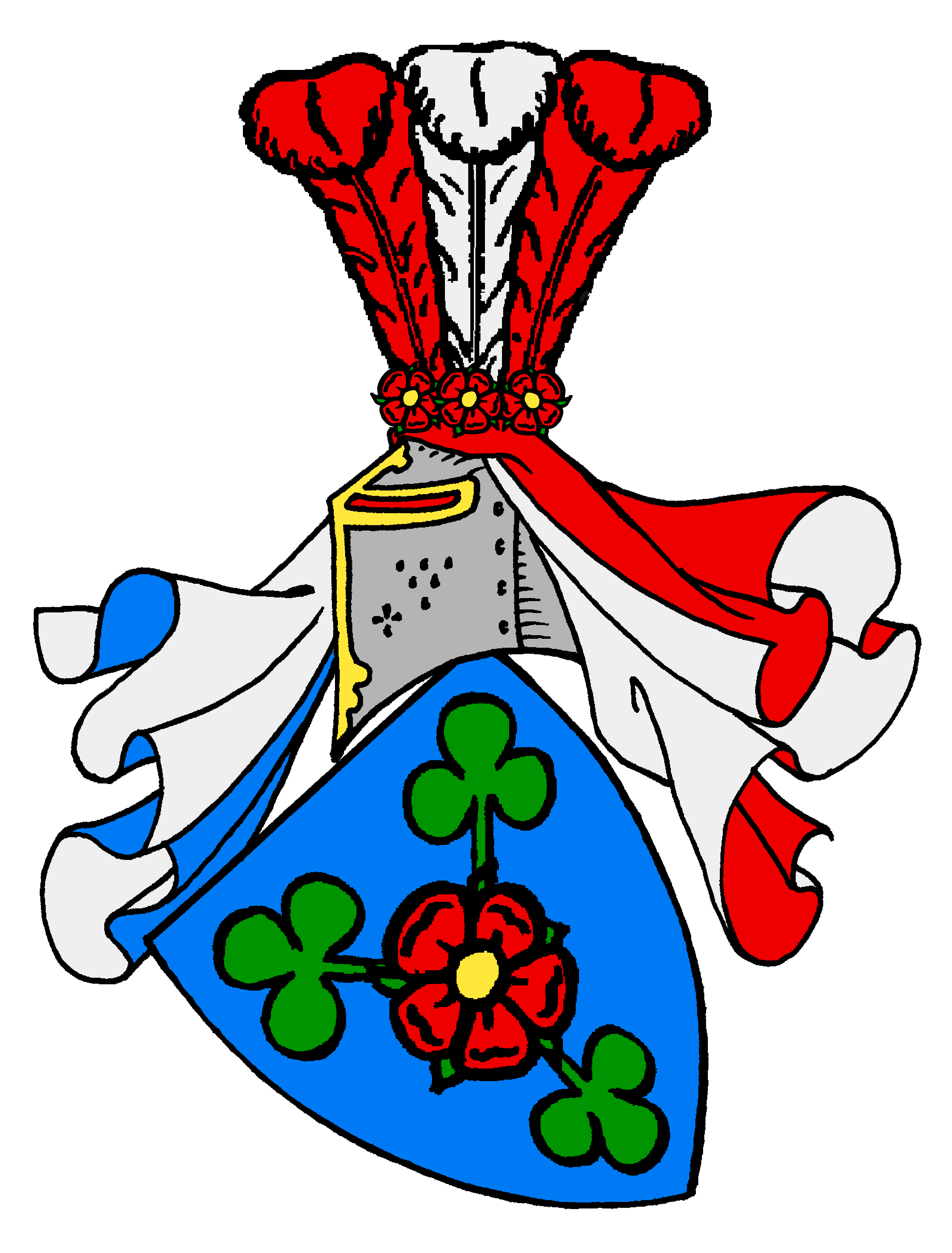
Stammwappen der Schwawe

Schwawe ist der Name einer eingewanderten pommerschen Adelsfamilie, die unter verschiedenen Namensschreibweisen (Swaf, Schwave, Schvawe, Svave, Suave, Swawe, Schwabe, Schwaben) auftrat. Zweige der Familie kommen in Holstein und Dänemark vor.

## Geschichte
Die Schwawe sollen der Patrizierfamilie der Wernitzer entstammen, welche im 13. Jahrhundert aus Schwaben zugewandert ist und fortan ihre Herkunft als Familiennamen führte. Zuerst urkundlich wird die Familie mit Arnoldus Schwave, magnus Camerarius Herzog Barnims I. im Jahre 1272. Vor Beginn der gesicherten Stammreihe wird zuletzt Mattias Suave im Jahre 1463 genannt, als dessen Ehefrau Ida von Herzog Erich die Erlaubnis erhält, ihr väterliches Erbe Henning Lepel zu verpfänden. Um 1500 tritt die Familie in den Linien Stolp mit einem dänischen Ast, Groß Machmin und Schmatzin in Vorpommern auf. Die Suave stellten zwei Bürgermeister in Stolp, sowie den ersten evangelischen Bischof zu Cammin, ein weiterer Angehöriger wurde Rektor an der Universität Kopenhagen, noch einer war Kanzler Herzog Bogislaws X. Es entstammte nicht wie der Familiennamen vermuten lässt aus Schwaben, sondern aus Holsten und starb mit der Conventualin und späteren langjährigen Priorin des Klosters Uetersen Metta von Schwaben aus dem Hause Lindau (1636–1709) im Jahre 1709 in Uetersen aus. Noch heute erinnert ein großes Grabmal mit Grabplatte auf dem Jungfernfriedhof des Klosters an das ehemalige Adelsgeschlecht.

## Wappen
Das Stammwappen zeigt im blauen Schild eine rote Rose, besteckt im Schächerkreuz mit drei silbernen (auch: grünen) Kleeblättern. Auf dem Helm mit blau-silbern-roten (auch: grün-blau-roten) Decken über drei roten Rosen drei Straußenfedern (die mittlere silbern, die äußeren rot; auch: grün, blau, rot).

### Historische Wappenbilder

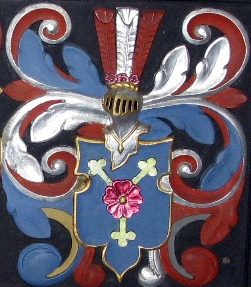
Das Wappen der Familie Svave
Wappen der Schwawe
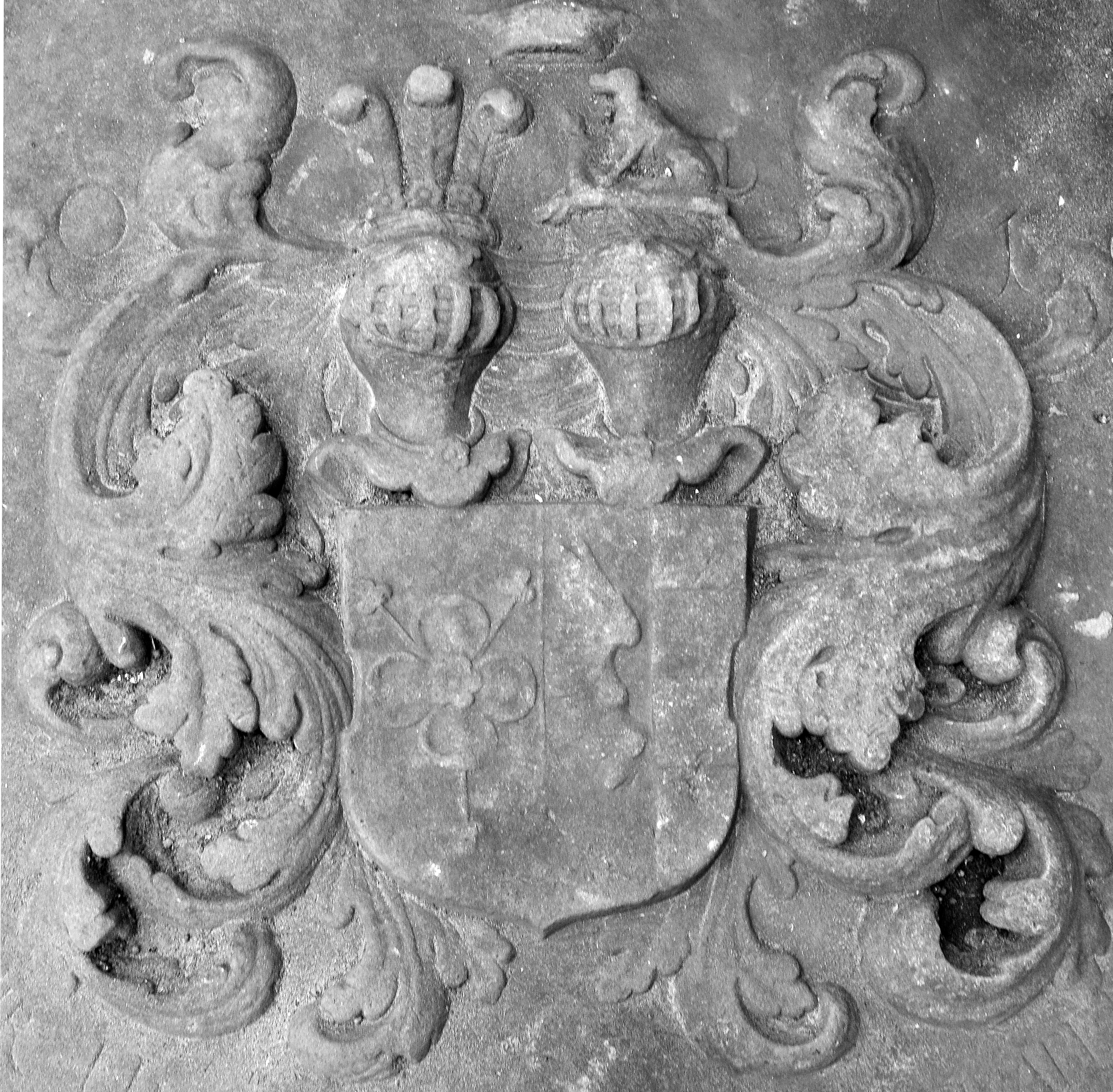
Allianzwappen der von Schwaben und der von Ahlefeld

## Angehörige
- Bartholomaeus Suawe (* 1494; † 1566), erster evangelischer, verehelichter Bischof von Cammin
- Petrus Suawe (* 1496; † 1552), dänischer Diplomat im 16. Jahrhundert
- Metta von Schwaben (* 1636; † 1709), Konventualin, Priorin des Klosters Uetersen